# Rafael Perazza
Rafael Perazza  è una località dell'Uruguay, situata a sud del dipartimento di San José. Si trova a 42 metri sul livello del mare. Ha una popolazione di circa 1.235 abitanti.